# Cala Anguila
Cala Anguila és una cala de la costa de Manacor amb un llarg braç de fines arenes, aigües cristal·lines i arrecerada del vent.
El seu accés es fa per un camí de la urbanització de cala Anguila - cala Mendia. També es pot deixar el vehicle a la part alta de la cala i baixar per escales.